# Weerkerken in Transsylvanië
Dorpen met weerkerken in Transsylvanië is een werelderfgoedinschrijving in Roemenië. Het omvat zeven dorpen in Transsylvanië met versterkte kerken, de zogenaamde weerkerken.
De kerken zijn versterkt door de Zevenburger Saksen die op uitnodiging van de Hongaarse koning Béla IV van Hongarije het gebied vanaf de 12e eeuw kwamen versterken tegen invallen van buiten.
Op één kerk na, Dârjiu (Hongaars: Székelyderzs), dat door Szeklers werd gebouwd is er sprake van Saksische architectuur.
De belangrijkste vijand waartegen de bevolking moest worden beschermd in de weerkerken waren de Ottomanen.

## Lijst
| Naam         | District | Duits/Hongaarse naam                  | UNESCO naam  |
| ------------ | -------- | ------------------------------------- | ------------ |
| Biertan      | Sibiu    | Birthälm - Berethalom                 | Biertan      |
| Câlnic       | Alba     | Kelling - Kelnek                      | Câlnic       |
| Dârjiu       | Harghita | Székelyderzs                          | Dârjiu       |
| Prejmer      | Brașov   | Tartlau - Prázsmár                    | Prejmer      |
| Saschiz      | Mureș    | Keisd - Szászkézd                     | Saschiz      |
| Valea Viilor | Sibiu    | Wurmloch - Nagybaromlak               | Valea Viilor |
| Viscri       | Brașov   | Deutsch-Weißkirch - Szászfehéregyháza | Viscri       |

Donaudelta · 
Kerken in Moldavië · 
Klooster van Horezu · 
Dorpen met weerkerken in Transsylvanië · 
Dacische forten van het Orăştiegebergte · 
Historisch centrum van Sighișoara · 
Houten kerken in Maramureș · 
Oude en voorhistorische beukenbossen van de Karpaten en andere regio's van Europa  · 
Mijnlandschap van Roșia Montană · 
Grenzen van het Romeinse Rijk: Dacië · 
Monumentaal ensemble van Brâncuși in Târgu Jiu